# Aby (Aboisso)
Aby este o comună din departamentul Aboisso, regiunea Sud-Comoé, Coasta de Fildeș.